# Tadeusz Żebrowski (dyplomata)
Tadeusz Żebrowski (ur. w 1902, zm. 9 sierpnia 1986 w Warszawie) - polski geograf i dyplomata, profesor doktor, ambasador PRL w Japonii (1957–1961).

## Życiorys
Urodził się w Warszawie. Ukończył studia na Uniwersytecie Warszawskim. Posiadał stopnień doktora filozofii. W II RP działał w Lewicy Akademickiej i w latach 1934-35 był wykładowcą antropogeografii na UW. We wrześniu 1939 brał udział w obronie Warszawy. Podczas wojny był jeńcem w Oflagu II C Woldenberg.
Po II wojnie światowej w PZPR. Był pracownikiem Ministerstwa Spraw Zagranicznych (1945-1950). W 1945 będąc dyrektorem Departamentu Politycznego wszedł w skład delegacji polskiej na konferencję w Poczdamie. Pełnił także obowiązki dyrektora Departamentu III (ds. Wielkiej Brytanii, USA i Ameryki Łacińskiej). Był członkiem delegacji polskiej na II, III i IV Zgromadzenie Ogólne Organizacji Narodów Zjednoczonych w Nowym Jorku.
W latach 1950-1952 był zastępcą profesora w Szkole Głównej Służby Zagranicznej, w latach 1951-1952 Instytucie Geografii Uniwersytetu Warszawskiego. W latach 1955-1956 docent Instytucie Geografii Polskiej Akademii Nauk. 
W sierpniu 1957 został desygnowany na pierwszego po wojnie polskiego ambasadora w Japonii. 25 listopada 1957 złożył listy uwierzytelniające na ręce cesarza Hirohito. Misję dyplomatyczną pełnił do 1964. Z okazji zakończenia misji został wraz z małżonką przyjęty 3 lutego 1964 przez cesarza i cesarzową Japonii.
Po powrocie do kraju był w latach 1964-1969 profesorem, a w latach 1966-1969 także zastępcą dyrektora Instytutu Geografii Polskiej Akademii Nauk. Działał w Polskim Towarzystwie Geograficznym.
Był spokrewniony z bratem Zenonem Żebrowskim, prowadzącym działalność misyjną w Japonii.

## Ordery i odznaczenia
- Krzyż Komandorski Orderu Odrodzenia Polski (1964)[11]
- Krzyż Oficerski Orderu Odrodzenia Polski (19 lipca 1946)[12]
- Krzyż Kawalerski Orderu Odrodzenia Polski (2 sierpnia 1945)[13]